# 国富友次郎

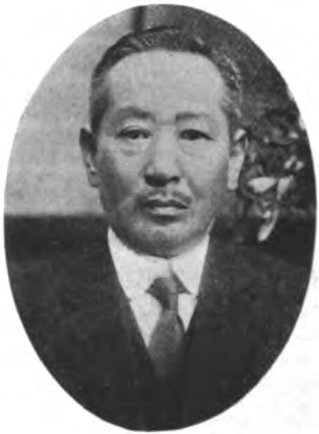
国富友次郎

国富 友次郎（くにとみ ともじろう、明治3年2月3日（1870年3月4日） - 昭和28年（1953年）12月1日）は、日本の教育者。岡山市長。

## 経歴
備中国浅口郡鴨方（現在の岡山県浅口市）の高戸家に生まれ、岡山市の国富大三郎の養子となった。岡山県師範学校卒業後、岡山県下の小学校で校長を務めた。1904年（明治37年）に岡山実科女学校校長に就任し、1908年（明治41年）には岡山実科高等女学校（のち就実高等女学校に改称）を設立し、両校の校長を兼ねた。岡山県教育副会長、岡山市教育会長、帝国教育会理事を歴任。また県会議員、市会議員、同参事会員、同議長に選出された。
1941年（昭和16年）、岡山市長に就任し、1944年（昭和19年）まで務めた。
戦後、公職追放となった。